# PON
Xarxa òptica passiva o PON, de l'anglès Passive Optical Networks, és una tecnologia punt-multipunt que substitueix el cable coaxial per fibra òptica monomode i els derivadors elèctrics per divisors òptics. Per tant, no utilitza cap element electrònic actiu dins del bucle. Aquest tipus de sistema és utilitzat en les xarxes conegudes com a fibra a x (FTTx) sobretot en les xarxes fibra fins a la llar (FTTH).
En l'actualitat encara es treballa amb tecnologies que exploten el bucle d'abonat de coure (com per exemple l'ADSL); però, tot i així, és necessari cobrir la contínua demanda dels usuaris d'una amplada de banda més gran. És en aquest punt on es troba l'inconvenient de les tecnologies basades en el coure: només poden oferir com a màxim amplada en canal descendent fins als 8 Mbps i en ascendent fins als 4 Mbps. A això és necessari sumar el fet que aquests valors disminueixen ràpidament a mesura que la distància entre l'usuari i la central augmenta. Les xarxes de fibra òptica sorgeixen com a gran solució en presentar una amplada de banda molt més gran, aprofitant el descens continu dels preus dels làsers.

## Estructura i funcionament d'una xarxa PON
Una xarxa PON està formada bàsicament per:
- Un mòdul OLT (Optical Line Terminal - Unitat Òptica Terminal de Línia) que es troba al node central.
- Un divisor òptic (Splitter).
- Diverses ONUs (Optical Network Unit - Unitat Òptica d'Usuari) que es troben al domicili de l'usuari.

La transmissió es realitza llavors entre l'OLT i l'ONU que es comuniquen a través del divisor, la funció del qual depèn de si el canal és ascendent o descendent.

### Canal descendent
En canal descendent, la PON és una xarxa punt-multipunt on la OLT envia una sèrie de continguts que rep el divisor i que s'encarrega de repartir a totes les unitats ONU, l'objectiu de les quals és filtrar i només enviar a l'usuari aquells continguts que vagin dirigits a ell.

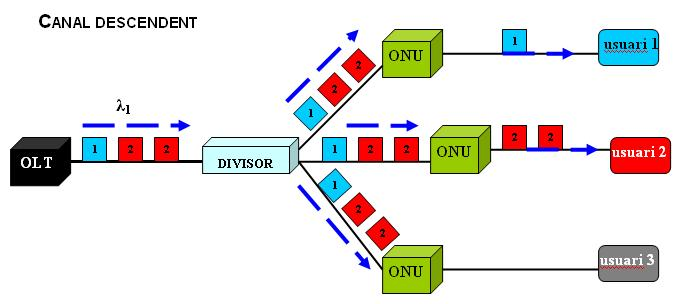
Exemple

Com es pot veure a la figura, s'utilitza la multiplexació en el temps (TDMA) per enviar en diferents instants de temps la informació.

### Canal ascendent
En canal ascendent una PON és una xarxa punt a punt on les diferents ONUs transmeten continguts a l'OLT. Per aquest motiu també és necessari l'ús de TDMA per tal que cada ONU enviï la informació en diferents instants de temps, controlats per la unitat OLT. Al mateix temps tots els usuaris se sincronitzen a través d'un procés anomenat "Ranging".

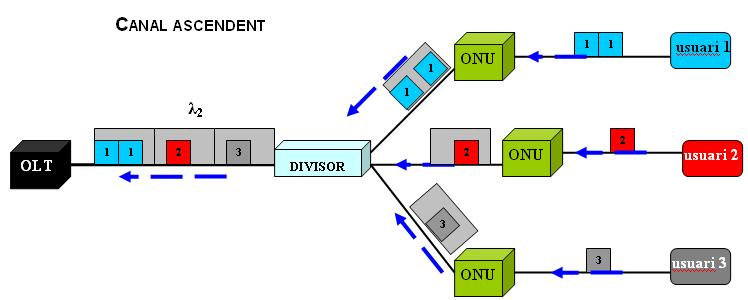
Exemple

### Aspectes a tenir en compte
Per tal que els continguts en canal descendent i ascendent no es barregin el que es fa és que s'utilitzen dues longitus d'ona diferents (tal com mostren les dues figures anteriors) superposades utilitzant tècniques WDM (Wavelength Division Multiplexing). En utilitzar longituds diferents, cal fer ús de filtres òptics per separar-les després.
Finalment, les xarxes PON preveuen el problema de la distància entre usuari i central; de tal manera que un usuari a prop de la central necessitarà una potència menor de la ràfega de continguts per no saturar el seu fotodiode, i un usuari llunyà necessitarà una potència més gran. Aquesta condició està prevista dins de la nova òptica.

## Avantatges d'una xarxa PON
- Augment de la cobertura fins als 20 km (des de la central). Amb tecnologies DSL com a màxim s'arriba a cobrir fins als 5.5 km.
- Ofereixen major amplada de banda per usuari.
- Millora en la qualitat de servei i simplificació de la xarxa degut a la immunitat que presenten als sorrolls electromagnètics.
- Minimització del desplegament de fibra òptica gràcies a la seva topologia.
- Reducció del consum gràcies a la simplificació de l'equipament.
- Més barates que les punt a punt.

## Estàndards

### ITU-TG.983
APON (ATM Passive Optical Network)Va ser la primera xarxa que va definir la FSAN, un grup format per 7 operadors de telecomunicacions amb l'objectiu d'unificar les especificacions per a l'accés de banda ampla als habitatges. APON basa la seva transmissió en canal descendent en ràfegues de cel·les ATM (Mode de transferència asíncrona) amb una taxa màxima de 155 Mbps que es reparteix entre el nombre d'ONUs que hi hagi connectades. En canal ascendent, a la trama de cel·les ATM, s'introdueixen dues cel·les PLOAM (Physical Layer Operations and Maintenance) per indicar el destinatari de cada cel·la i altra informació de manteniment. El seu inconvenient inicial era la limitació dels 155 Mbps que més endavant es va augmentar fins a 622 Mbps.
BPON (Broadband PON - Xarxa Òptica Passiva de Banda Ampla)Es basen en les xarxes APON però amb la diferència que poden donar suport a altres estàndards d'amplada de banda. Originalment estava definida amb una taxa de 155 Mbps fixos tant en canal ascendent i descendent; però, més endavant, es va modificar per tal d'admetre:
1. Tràfic asimètric: Canal descendent → 622 Mbps // Canal ascendent → 155 Mbps.
2. Tràfic simètric: Canal descendent i ascendent → 622 Mbps.

No obstant presentaven un cost elevat i limitacions tècniques.

### ITU-TG.984
- GPON(Gigabit-capable PON):

Està basat en BPON quant a arquitectura però, a més ofereix:
1. Suport global multiservei: veu, Ethernet 10/100, ATM, ...
2. Cobertura fins a 20 km.
3. Seguretat a nivell de protocol.
4. Suport de tases de transferència:

- Simètric: 622 Mbps i 1.25 Gbps.
- Asimètric: descendent→ 2.5 Gbps // ascendent → 1.25 Gbps.

### IEEE802.3ah
- EPON(Ethernet PON):

Especificació realitzada pel grup de treball EFM (Ethernet in the First Mile - Ethernet en l'última milla)constituït per la IEEE] per tal d'aprofitar les característiques de la tecnologia de fibra òptica i aplicar-les a Ethernet.
L'arquitectura d'una xara EPON es basa en el transport de trànsit Ethernet preservant les característiques de l'especificació 802.3. Els avantatges que presenta respecte als anteriors estàndards són:
1. Treballa directament a velocitats de gigabit (que s'ha de dividir entre el nombre d'usuaris).
2. La interconnexió d'illes EPON resulta molt més senzilla.
3. La minimització del costos a causa del fet que no utilitzen elements ATM i SDH